# André René Le Paige
Pour les articles homonymes, voir Le Paige.
André René Le Paige (14 avril 1701 à La Suze-sur-Sarthe - 2 juillet 1781 au Mans) est un historien français.

## Biographie
Il fit ses études au collège du Mans, entra dans l'état ecclésiastique, devint prêtre vicaire d'Athenay et obtint la cure de Chemiré-le-Gaudin en 1730. Après y avoir exercé pendant vingt-cinq ans les fonctions pastorales, il fut nommé en 1756 chanoine de l'église du Mans. La communication qu'il eut alors d'un mémoire sur la généralité de Tours, rédigé par l'intendant Miromesnil pour l'instruction du duc de Bourgogne, détermina le genre d'études auquel il devait se livrer. 
Estimant que la province du Maine manquait d'un bon ouvrage de statistique et d'économie civile, Le Paige se lança dans l'entreprise. Après avoir rassemblé un grand nombre de mémoires particuliers, qui lui furent adressés par les curés du diocèse et par les seigneurs de paroisse, en réponse à une circulaire qu'il avait publiée en 1772, il mit au jour son Dictionnaire topographique, historique, généalogique et bibliographique de la province et du diocèse du Maine, le Mans, 1777, 2 vol. in-−8°.
Ce livre contient des notions détaillées sur l'histoire naturelle, ecclésiastique, civile et littéraire, l'agriculture, l'industrie, le commerce et les arts de chaque commune. On y trouve sur le Mans, Laval, Mayenne, la Ferté-Bernard, Sablé, Mamers, etc., des notices et des faits qu'on chercherait vainement ailleurs ; mais on peut reprocher à ce dictionnaire quelques généalogies inexactes. Le Paige mourut au Mans le 2 juillet 1781. 

## Publications
- Dictionnaire topographique, généalogique et bibliographique de la province et du diocèse du Maine. Le Mans : Toutain, 1777, 2 vol. in-8 ;
- Table, par ordre alphabétique, des noms de familles contenus dans le Dictionnaire du Maine, par Lepaige, 1er et 2d volume. (Manuscrit de Charles-Raoul, Cte de Montesson, publié par le Vte Ch. de Montesson.) Le Mans : impr. de E. Monnoyer, 1883, in-8, II-52 p. ;
- Dictionnaire topographique, généalogique et bibliographique de la province et du diocèse du Maine. Mayenne : impr. de A. Nézan, 1895, in-8.

## Source partielle
« André René Le Paige », dans Louis-Gabriel Michaud, Biographie universelle ancienne et moderne : histoire par ordre alphabétique de la vie publique et privée de tous les hommes avec la collaboration de plus de 300 savants et littérateurs français ou étrangers, 2e édition, 1843-1865 [détail de l’édition]